# Otto Sandgreen
Johannes Otto Kristian Sigvard Sandgreen (* 28. Oktober 1914 in Ilimanaq; † 19. September 1999 in Qeqertarsuaq) war ein grönländischer Schriftsteller, Pastor, Katechet und Lehrer.

## Leben
Otto war der Sohn des Oberkatecheten Svend Ole Ebenezer Sandgreen (1884–1969) und dessen Frau Johanne Sara Andrea Lohmann (1888–1958). Seine erste Frau Leande Karen starb 1948. Daraufhin heiratete er am 24. August 1950 Louise Andersen (1929–?). Er hatte drei Patentöchter in Kenia.
Otto Sandgreen besuchte von 1928 bis 1930 die Efterskole in Aasiaat und anschließend die Hochschule und Grønlands Seminarium in Nuuk. 1934 wurde er Katechet und Lehrer in Qeqertarsuaq und Aasiaat, bevor er 1938 in Nuuk ordiniert wurde. Im selben Jahr wurde er Pastor und Schulleiter in Qaanaaq, wechselte 1944 nach Qeqertarsuaq und 1945 nach Qullissat. 1948 verbrachte er ein Jahr in Dänemark und kehrte 1949 als Pastor nach Qeqertarsuaq zurück, wechselte aber bereits 1950 nach Uummannaq und 1953 weiter nach Ittoqqortoormiit, wo er bis 1958 blieb. Von 1959 bis 1963 war er der Pastor von Tasiilaq und anschließend ein Jahr lang in Maniitsoq. 1964 wurde er Visitationspropst in Alluitsup Paa, 1966 in Narsaq, 1967 in Ilulissat und 1973 in Nuuk, bevor er 1974 pensioniert wurde.
Nach seiner Pensionierung gründete er 1975 gemeinsam mit Ole Brandt und Hans Lynge die Literaturgesellschaft Kalaallit Atuakkiortut (Grønlands Forfattere). Bereits 1973 hatte er den Sprachverein Kalaallisut Oqaatsivut mitgegründet, von wo aus er von 1981 bis 1987 die Atuagassiaq Kalaaleq herausgab. 1984 gründete er zudem seinen eigenen Verlag. Ebenfalls geht auf ihn der Johanne og Ole Sandgreens Fond zurück, der christliche Belletristik unterstützt. Otto Sandgreen schrieb als Autor 44 Bücher, die sich hauptsächlich um die grönländische Jagdkultur und ostgrönländischen Schamanismus drehen. Seine Werke wurden mit großer historischer Sorgfalt geschrieben. Er hatte starken Kontakt mit der traditionellen Jägerkultur, als er in Nord- und Ostgrönland als Pastor wirkte und dabei auch im Jäger- und Distriktsrat saß. Dabei erhielt er viel Wissen von den Ältesten.
Er wurde am 10. September 1990 mit dem Nersornaat in Silber und am 1. Juni 1998 mit dem in Gold ausgezeichnet. Bereits 1980 hatte er die Auszeichnung der Grönländischen Schriftstellervereinigung bekommen und 1982 den Grönländischen Kulturpreis. Er starb 1999 im Alter von 84 Jahren. Anlässlich seines Todes schrieben unter anderem die Politiker Aqqaluk Lynge, Otto Steenholdt und Johan Lund Olsen Nekrologe.

## Werke
- 1952: Alĩkutagssiat
- 1964: Ernerminik akiniússissoĸ: tunuamiut oĸalugtuaisa oĸalualâvisalo ilait ãmalo ivngerutit pisitdlo ilait
- 1964: Nuánersorâse Avangnâta
- 1967: Øje for øje og tand for tand / Isse issimik kigutdlo kigúmik
- 1968: Únúkûtâĸ
- 1971: En vegstenslampe / Kutdleĸ uvkusigssaĸ
- 1971: 1721–1971: ukiut 250-íngorneráne Hans Egedep nunavtínut pineranit
- 1972: Min eskimoiske fortid: en østgrønlandsk åndemaners erindringer / Taimana gûtimik nalussûgama
- 1972: Piniartorssuaĸ
- 1973: K’eĸertarssuaĸ: K’eĸertaĸ igdloĸarfigdlo
- 1974: Glædelig påske! / Pôrskime pivdluarit!
- 1974: Ajoĸe
- 1975: Angerĸingningne pivdluarit
- 1978: Ring og pind spil / Ajagarneĸ
- 1978: Ikaarlutit ikioriartortigut
- 1979: Taigdliara
- 1979: Qimmera »Meqqujooq«
- 1979: Nanuaraq
- 1980: Atâtatdlo anânatdlo atarĸíkit
- 1984: En julehilsen / Jûtdlime ilagsingníssut
- 1885: Om Aluk-boeren og Plejesønnen / Alummiumik ernersiamillu
- 1986: Skoledrengen Arno/Nukappiaraq atuartoq Aarnu
- 1986–1993: K’ivítoĸarporôĸ (3 Bände)
- 1987: Jûtdlisiutíka
- 1989: Nordstjernen/Avangnâta uvdloriâ: avanerssuarmut ajoĸersuiartortitsinerup uvdluinit siugdlernit
- 1989: Papik – Friedrich Christian: ajoĸit kalâtdlit siugdlersât
- 1989: Ánáussiniardlune sapîtsuliornerssuaĸ 17. november 1924
- 1989–1992: Angerdlamik Angerdlasinamigdlo kinguâvinigdlo oĸalugtuat (3 Bände)
- 1991: Grønlands kirker / Nunatsinni oqaluffiit
- 1991: Nunaqarfik Ilimanaq 1741–1991
- 1992: Usuligssuammik akamalingmigdlo
- 1992–1993: Inoqutigiinnut juullisiutit (2 Bände)
- 1993: Glædelig jul / Juullimi pilluaqqussut
- 1994: Ammassalik fylder 100 år: uddrag af grundlæggernes dagbøger samt korte biografier af samme / Ammassalik 100-liivoq: tunngaviliisut ullorsiutaannit tigulaakkat tunngaviliisunillu kinaassusiliitsiarneq
- 1994: Sandgreen-slægten 1759–1959 / Sandgreenit kinguaariit 1759–1959
- 1995: Den grønlandske menighed i dag / Ilagiit kalaallit ullumi
- 1996: Napparsimasunga takusarpassinga
- 1997: Oqaluttuartoq